# Abacopteris insularis
Abacopteris insularis là một loài thực vật có mạch trong họ Thelypteridaceae. Loài này được K. Iwats. miêu tả khoa học đầu tiên năm 1959.